# أرى (مجلة)
تعدّ مجلّة «أرى» المجلّة الوحيدة الصادرة عن مؤسسة دبي للإعلام وهي أسبوعيّة منوّعة وشاملة تصدر كلّ ثلاثاء.

## إصدار المجلّة
تعدّ مجلّة «أرى» أحدث المجلات الأسبوعية الصادرة من دبي والتي أطلقتها مؤسسة دبي للإعلام، وقدّ صدر العدد الأوّل منها في 10 أكتوبر 2011، ضمن حفل أقيم في فندق «أتلانتس» النخلة. وقد عمل على إطلاق المجلّة فريق التحرير الذي كان مسؤولًا عن ملحق المنوّعات «الحواس الخمس» اليومي التابع لجريدة البيان. وكان على غلاف عددها الأوّل صورة تجمع كلاً من المغنّية اللبنانية يارا، والمغني الإماراتي فايز السعيد، والمغني السعودي عبد الله الرويشد؛ أعضاء لجنة تحكيم برنامج الهواة الموسيقي «نجم الخليج» في ذلك الوقت.
يزيد عدد الفريق العامل في المجلّة على 20 شخصاً من أقسام التحرير والتدقيق والتصوير والتصميم والطباعة، إضافة إلى العديد من المراسلين المتوزّعين في مختلف العواصم العربيّة والعالميّة.
تصدر المجلّة كلّ يوم ثلاثاء، وتتوزّع منها 65 ألف نسخة في مختلف أرجاء الإمارات العربيّة المتّحدة، وتتواصل مع متابعيها في مختلف أرجاء العالم عبر صفحتها على موقع «فيسبوك» والتي تتضمن العناوين الرئيسيّة وبعض المواضيع المختارة.

## أقسام «أرى»
تنقسم مجلّة «أرى» إلى أربعة أبواب هي «أرى المرأة»، «أرى النجوم»، «أرى الدنيا» و«أرى الناس».

## «أرى المرأة»
يحتلّ هذا القسم الصفحات الأولى بالمجلّة، ويعنى بموضوعات الأزياء والموضة المختلفة، كما يتضمّن العديد من المقابلات مع شخصيّات ذات تأثير في عالم التجميل والمجوهرات وتصميم الأزياء على الصعيد العالمي والمحلّي. ويتميّز هذا القسم بعرضه آخر إصدارات دور الأزياء العالمية، من عطور وتصاميم ومستحضرات تجميل، والعديد من المواد التي تهمّ المرأة العربيّة.

## «أرى النجوم»
القسم الثاني والأكثر قراءةً ومتابعة بالمجلّة، يتصدّره مقابلات حصريّة مع أهمّ نجوم هوليوود، ونجوم العالم العربي، وعادة ما يتضمّن قصة غلاف المجلّة. وإلى جانب هذه المقابلات، يتضمّن هذا القسم تحقيقات وأخباراً صحفيّة استثنائيّة تكشف عن خبايا النجوم عبر نشر آخر أعمالهم، إضافة إلى التعمّق في حياتهم بالإعلان عن آخر إصداراتهم موسيقيّة كانت أم الدراميّة، بالنقد والتحليل والتقييم. أما السينما، فتحظى بملفّ أسبوعيّ يحوي حوارات وتحقيقات وعرضاً نقدياً لآخر الإصدارات في عالم الفنّ السابع.

## «أرى الناس»
يعتبر هذا القسم الأكثر جدليّة في مجلّة «أرى»، حيث إنّه يتناول العديد من القضايا المجتمعيّة الحساسة بأسلوب جريء وغير تقليدي. ويعمل فريق التحقيقات المجتمعيّة في «أرى» في سبر أهمّ الظواهر المجتمعيّة المنتشرة في العالم العربي، ومراجعتها والتواصل مع أهل الخبرة لتحليل هذه الظواهر أو القضايا وتقديم الحلول المناسبة أو التفاسير المتعلّقة بها، بهدف توعيةّ القارئ العربي تجاهها وكسر الحواجز التي تقف حيال التطرّق لهذه المواضيع.

## «أرى الدنيا»
يتناول قسم «أرى» الدنيا المواضيع المتعلّقة بالضيافة، كالمطاعم والفنادق المتميّزة، إضافة إلى الوجهات السياحيّة في مختلف أنحاء العالم. إلى جانب المواضيع الطبيّة التي يتمّ تجهيزها من قبل فريق المجلّة، أو ترجمتها من أهمّ الدوريات ذات الخبرة في العالم، والتي ترتبط عادة بدراسات طبيّة وصحيّة حديثة. وفي القسم أيضاً صفحات عن الأنشطة المميّزة «أدرينالين»، والتكنولوجيا والسيارات ومرايا المجتمع الإماراتي على وجه الخصوص.

## إدارة التحرير
يرأس علي شهدور تحرير مجلّة «أرى» منذ إطلاقها 10 أكتوبر 2011، ويعمل مع فريق إدارة التحرير ممثلًا بمدير التحرير إبراهيم توتونجي، ونائب مدير التحرير جمال آدم.